# Teeth (film)
Teeth è un cortometraggio d'animazione del 2015 di Tom Brown e Daniel Gray. La première del corto si è tenuta al Sundance Film Festival 2015. È attualmente disponibile su YouTube nei canali di Vice e ALTER.

## Trama
Un uomo, doppiato da Richard E. Grant, racconta della sua vita, connotata nell'infanzia da un sentimento d'odio nei confronti dei suoi denti. A sei anni completa lo sviluppo dei denti permanenti ed inizia, per "punirli", a staccarseli mordendo oggetti duri, come ad esempio il legno. In età adulta ha perso tutti i denti e si pente della scelta che ha fatto da bambino a causa delle difficoltà che tale scelta gli causa. Decide quindi di personalizzare la sua gengiva inserendovi denti di animali. A settant'anni completa il nuovo set di denti e a settantuno, mentre mangia, si taglia accidentalmente la punta della lingua.

## Produzione
I due registi Tom Brown e Daniel Gray si sono conosciuti in una scuola di cinema in Galles nel 2003. Come esame di laurea, nel 2006, hanno realizzato insieme il corto T.O.M, che ha vinto numerosi premi in festival cinematografici come l'Ottawa International Animation Festival, il Festival internazionale del film d'animazione di Annecy, il Sundance Film Festival e i British Animation Awards. Brown, in un'intervista a Vice, ha raccontato che l'idea per il film è venuta a lui e Gray quando sono rimasti bloccati sull'Eurostar a seguito di un incidente. Il corto è stato prodotto dalle case di produzione indipendenti Holbrooks e Blacklist.

### Animazione
Gli animatori sono gli stessi Brown e Gray, mentre gli effetti visivi sono curati da Emir Hasham. Leland Goodman si è occupato degli sfondi.

### Suono
Lo studio di sound design Antfood ha curato il mix finale. I progettisti sono Spencer Casey, Charlie van Kirk, Yuta Endo, Fernando Arruda, Pedro Botsaris e Wilson Brown, che è anche il direttore creativo per quanto riguarda il suono. Phil Bolland si è occupato della registrazione e Sean McGovern e Morgane Mouherat della produzione.

## Distribuzione
Teeth è stato presentato il 25 gennaio 2015 al Sundance Film Festival e in seguito è stato diffuso su YouTube. È stato proiettato anche in altri festival statunitensi, in Australia e in Giappone.

## Riconoscimenti
- 2015 - AFI Fest
  - Miglior corto animato (Short Award) a Tom Brown, Daniel Gray, Holbrooks e Blacklist
  - Nomination Miglior film corto animato a Tom Brown e Daniel Gray
- 2015 - American Short Film Awards
  - Miglior film corto sperimentale a Tom Brown e Daniel Gray
- 2015 - Amsterdam Film Festival
  - Miglior animazione a Tom Brown, Daniel Gray, Holbrooks e Blacklist
- 2015 - Festival internazionale del film d'animazione di Annecy
  - Premio FIPRESCI a Tom Brown, Daniel Gray, Holbrooks e Blacklist
  - Nomination Miglior film corto animato a Tom Brown, Daniel Gray, Holbrooks e Blacklist
- 2016 - British Animation Awards
  - Miglior film corto a Tom Brown e Daniel Gray
- 2016 - Festival international du court métrage de Clermont-Ferrand
  - Nomination Lab Competition a Tom Brown e Daniel Gray
- 2015 - Edinburgh International Film Festival
  - Nomination Best New British Animation a Tom Brown e Daniel Gray
- 2015 - New York International Short Film Festival
  - Miglior animazione a Tom Brown, Daniel Gray e Blacklist
- 2015 - Philadelphia Film Festival
  - Nomination Miglior film corto a Tom Brown e Daniel Gray
- 2015 - Rhode Island International Film Festival
  - Miglior film sperimentale a Tom Brown e Daniel Gray
- 2015 - SXSW Film Festival
  - Miglior corto animato (Special Jury Award) a Tom Brown e Daniel Gray
  - Nomination Miglior corto animato (Grand Jury Award) a Tom Brown e Daniel Gray
- 2016 - Winter Film Awards
  - Nomination Miglior film animato a Tom Brown e Daniel Gray